# Joaquín Aguirre Lavayén
Joaquín Aguirre Lavayén (Cochabamba, 30 de marzo de 1921 – Santa Cruz de la Sierra, 7 de enero de 2011) fue un escritor, empresario, diplomático e inventor boliviano, nieto del político y escritor cochabambino Nataniel Aguirre. Fue el fundador y presidente de Central Aguirre Portuaria S.A., una infraestructura portuaria que dio a Bolivia, país mediterráneo, una salida al mar a través de la hidrovía Paraguay-Paraná.

## Biografía
Aguirre estudió en la Universidad mayor de San Simón, en Cochabamba, y en la Universidad Mayor de San Andrés, en La Paz. Es bisnieto de José María Achá, nieto de Nataniel Aguirre y hijo de José Aguirre Achá. En 1941 obtuvo una beca en Dartmouth College, New Hampshire (Estados Unidos), donde se graduó como licenciado en Filosofía y Literatura Comparada en 1945. Además cursó estudios de posgrado en literatura, dirección teatral y cinematografía en la Universidad de Stanford, en California. 
Cuando retornó a su país trabajó en la construcción de los primeros oleoductos en Bolivia, en Williams Brothers (hoy The Williams Companies) de Estados Unidos, para luego fundar, en 1988, Puerto Aguirre. También residió un tiempo en Cochabamba, donde creó la primera cadena de supermercados y la primera fábrica de cereales precocidos para niños. Igualmente, instaló en Estados Unidos una planta piloto con nueva tecnología para industrializar banano.
En 1945, cumpliendo funciones diplomáticas, fue delegado en la comisión que representó a Bolivia en la Conferencia Internacional de Naciones Aliadas sostenida en San Francisco (California) donde se creó lo que hoy se conoce como Naciones Unidas. 
En 1945, cumpliendo funciones diplomáticas, fue delegado en la comisión que representó a Bolivia en la Conferencia Internacional de Naciones Aliadas sostenida en San Francisco (California) donde se creó lo que hoy se conoce como Naciones Unidas. Fue presidente de la Corporación Boliviana de Fomento en 1976, fundador de la Comisión Permanente de Transporte de la Cuenca del Plata en 1989 y senador de la República en 1994.

## Trayectoria empresarial
El 11 de septiembre de 1988, la Central Aguirre Portuaria S.A. (CAPSA) inauguró "Puerto Aguirre", el primer puerto boliviano con acceso directo y soberano al océano Atlántico vía las aguas internacionales de la hidrovía Paraguay-Paraná. Las primeras instalaciones portuarias se concibieron para el manejo de granos y cereales a granel que fueron determinantes en el crecimiento explosivo de la producción de soya del Oriente boliviano en la década de 1990.
El 21 de febrero de 1991, el Gobierno de Bolivia le otorgó a la Central Aguirre la concesión por cuarenta años de Zona Franca Comercial, Industrial y Terminal de Depósito y, desde ese entonces, la Zona Franca Puerto Aguirre ha integrado su estructura de logística de transporte intermodal y los beneficios de exención arancelaria y tributaria otorgados por ley a los usuarios de la zona franca. Asimismo, en 1991, se incorporó a Central Aguirre como socio accionista a la Corporación Financiera Internacional o “IFC”, entidad subsidiaria del Banco Mundial que opera en el ámbito empresarial privado.
En 1996 la Central Aguirre, mediante joint venture con Cargill Bolivia S.A., creó Aguirre Agro-Bolivia S.A. (AABSA), empresa que opera en el ámbito agrícola agroindustrial. Igualmente, ese mismo año se creó el Free Port Terminal Company Ltd. (FPTC), otro joint venture con The Williams Companies Inc., y se implementó una terminal portuaria de hidrocarburos líquidos facilitando la logística de importación de combustible diesel (para el consumo principalmente del sector agrícola del Oriente Boliviano) y viabilizando nuevas exportaciones de gasolina y alcohol.
El 23 de marzo de 2005 la Central Aguirre inauguró la primera terminal de contenedores de Bolivia, una nueva alternativa de logística de transporte para el comercio exterior de Bolivia (importaciones y exportaciones). 
Este nuevo emprendimiento permitió la apertura de nuevos mercados para las exportaciones bolivianas hacia el MERCOSUR y a países de ultramar.

## Trayectoria literaria
La trayectoria literaria de Aguirre Lavayén comenzó en 1951, cuando publicó la novela Más allá del horizonte, impresa en La Paz. Su segunda novela Guano maldito, publicada en 1976, trata del asalto al litoral boliviano por parte del ejército chileno en la guerra del Pacífico de 1879. La tercera novela, En las nieves rosadas del Ande, publicada en 1991, habla del mandato del general José Ballivián
Aguirre también publicó los ensayos: Adela Zamudio Guerrillera del Parnaso (1990), que es un estudio sobre la obra poética de la autora valluna, y también La Patria Grande de Simón Bolívar (2004). Asimismo, escribió: Guerra del Pacífico. Pacto de tregua con Chile 1884 (1987), que es una recopilación de documentos históricos que pertenecieron a Nataniel Aguirre, y Puerto Aguirre. La historia de un sueño imposible (2000), sobre su emprendimiento personal para otorgarla a Bolivia una salida soberana al océano Atlántico.

## Libros
Novela: Más allá del horizonte (1951); Guano maldito (1976); En las nieves rosadas del Ande (1991).
Ensayo e historia: Adela Zamudio Guerrillera del Parnaso (1990); La patria grande de Simón Bolívar (2004); Guerra del Pacífico. Pacto de tregua con Chile 1884 (1987); Puerto Aguirre. La historia de un sueño imposible (2000).